# قانون برتری
قوانین برتری«acts of supermacy» دو قانونی است که توسط پارلمان انگلستان در قرن شانزدهم تصویب شد و پادشاهان انگلیس را به عنوان رئیس کلیسای انگلستان تأسیس کرد. دو قانون مشابه توسط پارلمان ایرلند تصویب شد که پادشاهان انگلیس را به عنوان رئیس کلیسای ایرلند تعیین می‌کرد. قانون 1534 پادشاه هنری هشتم و جانشینان او را به عنوان رئیس عالی کلیسا اعلام کرد و جایگزین پاپ شد. این قانون اول در زمان سلطنت ملکه کاتولیک مری اول لغو شد. قانون 1558 ملکه الیزابت اول و جانشینان او را فرماندار عالی کلیسا اعلام کرد، عنوانی که پادشاه بریتانیا هنوز در اختیار دارد.
برتری سلطنتی به‌طور خاص برای توصیف حاکمیت قانونی پادشاه (یعنی قانون مدنی) بر قانون کلیسا در انگلستان استفاده می‌شود.